# Stanislav Skříček
Stanislav Skříček (* 5. května 1956) je bývalý fotbalista, obránce. Po skončení aktivní kariéry působí jako trenér u mládeže.

## Fotbalová kariéra
Odchovanec Přerova. Hrál za Duklu Vyškov, PS Přerov, v lize za Sigmu Olomouc, a v nižších soutěžích v Baníku Havířov a Spartaku Hulín. V lize nastoupil v 35 utkáních a dal 1 gól.

## Ligová bilance
| Ročník                                   | Zápasy | Góly | Klub          |
| ---------------------------------------- | ------ | ---- | ------------- |
| Česká národní fotbalová liga 1981/82     | 17     | 2    | Sigma Olomouc |
| 1. československá fotbalová liga 1982/83 | 11     | 0    | Sigma Olomouc |
| Česká národní fotbalová liga 1983/84     | 28     | 3    | Sigma Olomouc |
| 1. československá fotbalová liga 1984/85 | 22     | 1    | Sigma Olomouc |
| 1. československá fotbalová liga 1985/86 | 2      | 0    | Sigma Olomouc |
| CELKEM 1. liga                           | 35     | 1    |               |